# Catocala conjuga
Catocala conjuga är en fjärilsart som beskrevs av Jacob Hübner 1802. Catocala conjuga ingår i släktet Catocala och familjen nattflyn. Inga underarter finns listade i Catalogue of Life.